# Kearney (Unternehmen)
Kearney (vormals: A.T. Kearney) ist eine international tätige Unternehmensberatung. Das Unternehmen wurde 1926 in Chicago gegründet und ist heute mit 60 Büros in über 40 Ländern vertreten. Als eigenständige Partnerschaft mit einem Umsatz von 1,4 Milliarden USD (2018) und über 3.600 Mitarbeitern gehört Kearney zu den größten und anerkanntesten strategischen Unternehmensberatungen weltweit.
Mit einer Medianbezahlung von $168,000 war Kearney im Jahr 2016 der bestzahlende Arbeitgeber der USA.

## Deutschsprachiger Raum
Die deutsche Tochterfirma ist die A.T. Kearney GmbH und mit Büros in Berlin, Düsseldorf und München vertreten. In Österreich betreibt das Unternehmen ein Büro in Wien. In der Schweiz ist Kearney in Zürich ansässig.
Im Jahr 2010 waren in Deutschland 587 Mitarbeiter bei Kearney beschäftigt. Im selben Zeitraum erzielte Kearney Deutschland einen Umsatz von 221 Millionen Euro und konnte sich damit um 12,8 Prozent gegenüber dem Vorjahr verbessern.
Martin Eisenhut leitet als Managing Director Central Europe seit 2016 die Geschäfte im deutschsprachigen Raum. Die Beratungsschwerpunkte liegen dabei auf den Themen Wachstum, Innovation, Nachhaltigkeit, Strategische IT, Komplexitätsmanagement sowie Prozessoptimierung von globalen Produktions- und Lieferketten.

## Geschichte
Im Jahr 1926 wurde McKinsey & Company gegründet. Andrew Thomas Kearney trat 1929 in das Unternehmen ein und wurde 1935 geschäftsführender Partner. 1939 kam es zur Trennung, wobei McKinsey & Co. nach New York und Boston ging, während Kearney & Co. in Chicago verblieb.
1946 firmierte das Unternehmen in A.T. Kearney & Company um. Tom Kearney ging 1961 in Pension und verstarb am 11. Januar des Folgejahres.
Das erste internationale Büro wurde 1964 in Düsseldorf eröffnet. In den folgenden vier Jahren kamen Büros in Mailand, Paris, London sowie San Francisco und New York hinzu. 1972 wurde das Unternehmen schließlich zu A.T. Kearney. Im selben Jahr eröffnete in Tokio die erste Dependance in Asien.
1995 wurde das Unternehmen von dem texanischen IT-Dienstleister und Outsourcing-Spezialisten Electronic Data Systems (EDS) gekauft. Im Januar 2006 wurde A.T. Kearney im Rahmen eines Management-Buy-out wieder ein eigenständiges Unternehmen und feierte das 80-jährige Jubiläum.
Eine geplante Fusion mit der Unternehmensberatung Booz & Company wurde im Juli 2010 nach Sondierungsgesprächen abgesagt.
Im Jahr 2019 übernahm A.T. Kearney die auf Business Analytics und Datenmanagement spezialisierte Unternehmensberatung Cervello. Die Lösungsschwerpunkte von Cervello umfassen Enterprise Performance Management, Datenmanagement, Business Intelligence und CRM. Zum Zeitpunkt der Übernahme hatte Cervello Niederlassungen in Boston, Dallas, New York, London und Bengaluru.
2020 überarbeitete das Unternehmen seine Marketingstrategie und änderte in diesem Zuge auch seinen Namen von A.T. Kearney zu Kearney.

## Auszeichnungen und Anerkennungen
Kearney wurde global sieben Mal in Folge in die Liste der „Best Firms to Work For“ des Consulting-Magazins aufgenommen. Ebenso zählt Kearney laut dem US-amerikanischen Vault Guide-Ranking zu den prestigeträchtigsten Beratungsunternehmen weltweit. Die Zeitschrift Working Mother rangiert Kearney 2019 zu den „Best Companies to Work For Working Mothers and Dads“. In den Jahren 2015, 2016 und 2017 wurde Kearney vom Consulting-Magazin mit dem „Excellence in Social & Community Investment“-Award ausgezeichnet. Kearney Deutschland wurde zum sechsten Mal in Folge vom CRF Institute als „Top Arbeitgeber Deutschland 2012“ ausgezeichnet und gewann den Award „Best of Consulting 2012“ des Magazins WirtschaftsWoche in der Kategorie Strategie. Das Beratungsunternehmen ist außerdem für seine unterstützende und kollegiale Arbeitskultur bekannt. Seit 2015 wird das Unternehmen jährlich als einer der besten Arbeitgeber für LGBT-Gleichstellung ausgezeichnet.
Zudem ist Kearney für seinen rigorosen Personalauswahlprozess bekannt. Im Jahr 2012 rangierte Kearney im Ranking der Karriereplattform Glassdoor an vierter Stelle der Unternehmen, mit dem härtesten Auswahlverfahren.

### Global Business Policy Council
Das Global Business Policy Council wurde 1992 von Paul Laudicina als Teil von A.T. Kearney gegründet. Die Mitgliedschaft ist nur auf Einladung möglich. Zu den Mitgliedern zählen führende Wissenschaftler, Unternehmer und Regierungsvertreter, die sich jährlich auf dem CEO Retreat treffen um Fragen zu erörtern, die das weltweite Geschäftsklima betreffen. Der Rat veröffentlicht jährlich Forschungs- und Analyseergebnisse zu wirtschafts- sowie sozialpolitischen Schlüsselfragen.